# Strøget

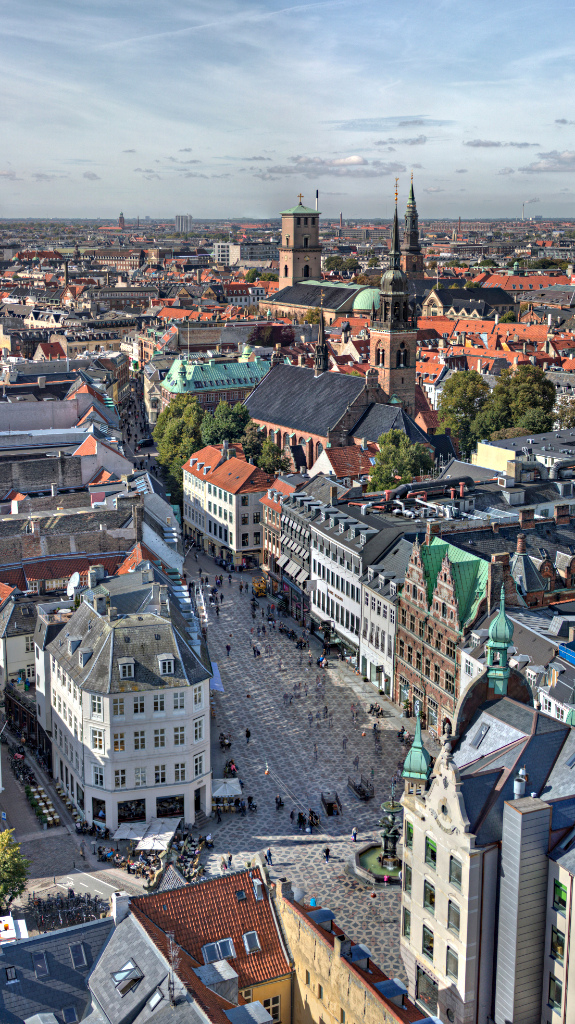
Widok na Strøget z lotu ptaka (Amagertorv)

Strøget – strefa piesza w Kopenhadze, pomiędzy Rådhuspladsen a placem Kongens Nytorv, atrakcja turystyczna stolicy Danii. Deptak, liczący około 1,1 km, jest jednym z najdłuższych deptaków handlowych w Europie.

## Przebieg
Strøget jest zakończony od strony zachodniej placem Rådhuspladsen, zaś od strony wschodniej - placem Kongens Nytorv. Cały deptak składa się z następujących odcinków (w kolejności od Rådhuspladsen):
- Frederiksberggade
- Nytorv
- Gammeltorv
- Nygade
- Vimmelskaftet
- Amagertorv
- Østergade

## Historia
Strefa piesza na Strøget została utworzona w 1962 r., kiedy samochody zaczęły dominować na starych ulicach centralnej części Kopenhagi. W chwili otwarcia była to najdłuższa ulica wyłączona z ruchu samochodowego na świecie.
Kopenhaski deptak stał się wzorem do naśladowania dla innych miast w Europie i na świecie.